# Saab 105
O Saab 105 é uma aeronave a jato projetada e fabricada pela Saab. Seu primeiro voo ocorreu em 1963, entrando em serviço na Força Aérea Sueca em 1967, recebendo a denominação SK 60. Sua função principal é o treinamento, inclusive civil, contudo versões de ataque e reconhecimento também foram produzidas. 40 aeronaves foram exportadas para a Áustria.

## Operatores
- Áustria
- Suécia

## Galeria

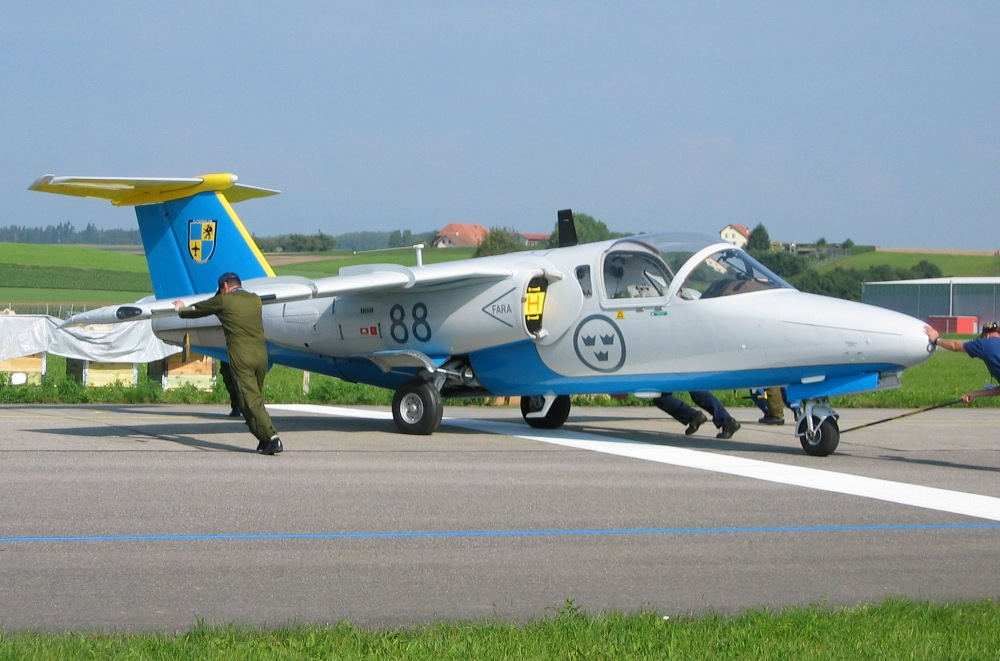
Saab 105 da Força Aérea Sueca
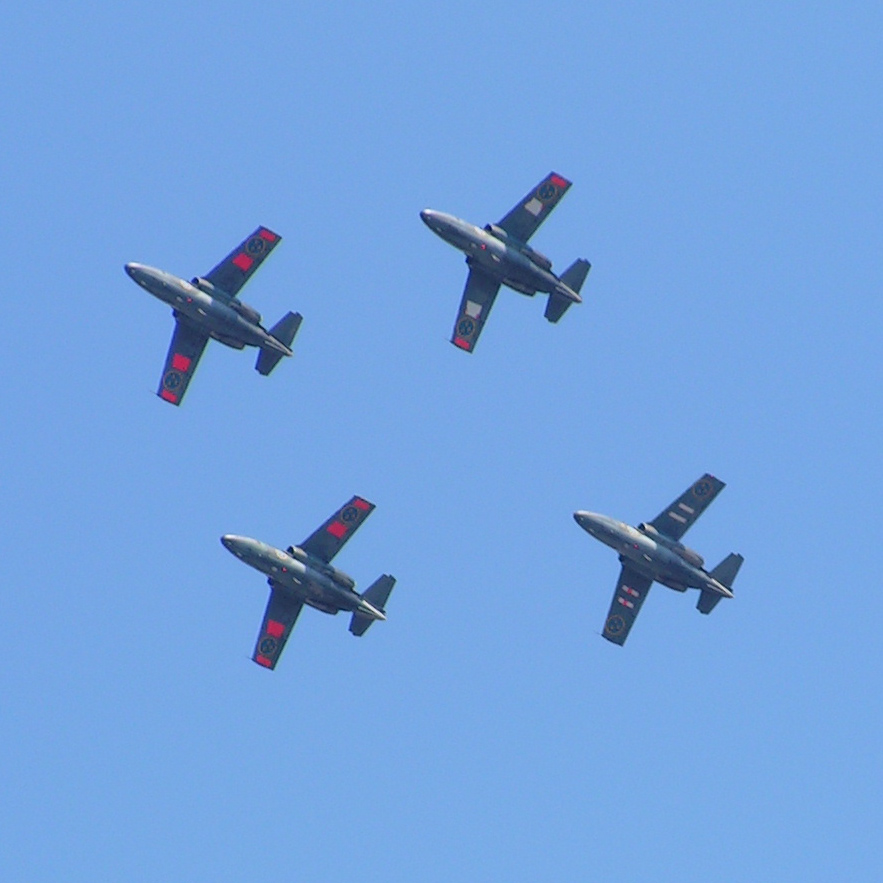
Equipe de demonstração aérea da Força Aérea Sueca
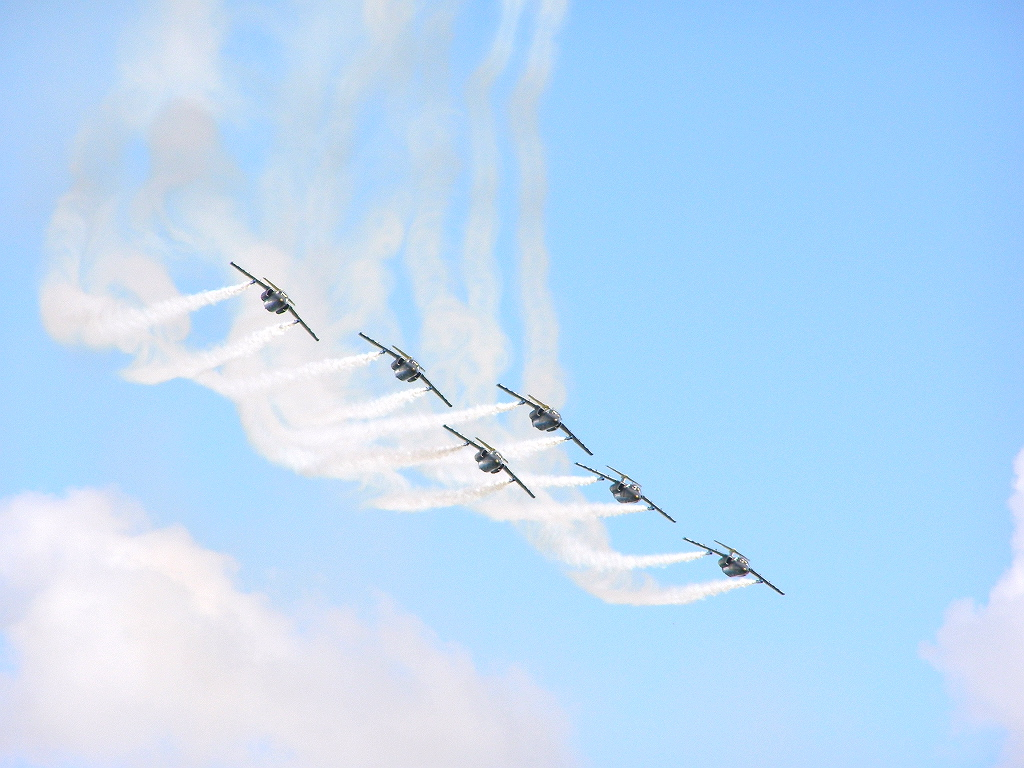
Equipe de demonstração aérea da Força Aérea Sueca
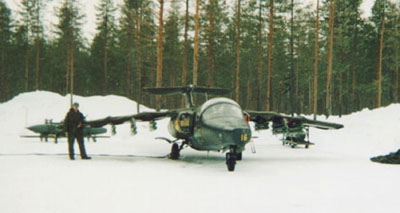
SK 60C